# Dragon Ball Super
Dragon Ball Super (ドラゴンボール超, Doragon Bōru Sūpā) é uma série de anime criada por Akira Toriyama e produzida pela Toei Animation, que começou a ser exibida em 5 de julho de 2015 e teve seu último episódio exibido em 25 de março de 2018 com um total de 131 episódios. É também uma série de mangá escrita por Akira Toriyama e ilustrada por Toyotarō, serializada na revista de mangás shōnen V Jump da Shueisha. Dragon Ball Super é uma sequência para o mangá original Dragon Ball e a série de anime Dragon Ball Z, com o primeiro novo enredo em dezoito anos.
Dragon Ball Super segue as aventuras do protagonista Goku e seus amigos, depois de derrotar Majin Boo e trazer paz para Terra mais uma vez. Goku encontra seres de longe mais poderosos e atinge o poder de um deus. Ele defende a Terra contra as poderosas divindades destrutivas e viaja para outros universos para encarar oponentes mais poderosos, assim como inimigos quase imparáveis, enquanto descobre seus novos poderes sob os deuses do universo.
Em Portugal, a sua transmissão é feita pela Sociedade Independente de Comunicação (SIC) (continuando a tradição iniciada com as séries anteriores), sendo um dos primeiros países a estrear a série. A dobragem ficou a cargo do estúdio Audio In, que manteve a grande maioria do elenco original (com a exceção de António Semedo, já falecido, e Fernanda Figueiredo, hoje reformada), adicionando também novas vozes. A transmissão teve início na manhã de 24 de setembro de 2016, sendo transmitidos novos episódios todos os sábados e domingos. A SIC apenas transmitiu até ao episódio 104. A segunda parte, a partir do episódio 105, começou a ser transmitido pelo Biggs no 22 de julho de 2019 com algumas mudanças de 3 atores no elenco de dobragem. Mais tarde, iria estrear no Panda Kids em 1 de agosto de 2024 com episódio duplo, porém estreou em 29 de julho.
No Brasil, a série estreou legendada em outubro de 2016, na plataforma de fluxo de média Crunchyroll. A dublagem do anime se iniciou em abril de 2017 no estúdio Unidub, onde a maior parte do elenco da dublagem original regressou. O anime estreou dublado no país pelo Cartoon Network no dia 5 de agosto de 2017 e foi exibido de segunda a sexta às 15:30 da tarde e reprisando às 23:00 horas da noite e aos sábados com reprise dos 5 episódios às 23:00 da noite. Em outubro de 2017, a emissora divulgou que o anime era a sua principal fonte de audiência. Dragon Ball Super estreou na televisão aberta pela Band no programa Mais Geek em 16 de novembro de 2021 às 02:30. Na Warner Channel o anime estreou no dia 3 de janeiro de 2022 às 08:43 substituindo Dragon Ball Z Kai.

## Enredo
Saga Deus da Destruição:
Algum tempo depois da derrota de Majin Boo, a paz finalmente regressou à Terra. Son Goku estabeleceu-se no planeta e, por exigência de Chi-Chi, trabalha agora como fazendeiro, para sustentar e apoiar a sua família. No entanto, surge uma nova ameaça: Bills, o Deus da Destruição, considerado a mais terrível e perigosa ameaça no Universo 7 de Goku. Após despertar de um longo sono de vários séculos, Bills está ansioso para encontrar e lutar com um lendário guerreiro, que ele vira num sonho profético, conhecido como o Deus Super Saiyajin (超サイヤ人ゴッド, Sūpā Saiya-jin Goddo).Bills, juntamente com Whis,seu fiel assistente angelical, começa a procurar por todo o universo de Goku um ser de extremo poder conhecido como "deus super saiyajin" que ele viu em seus mais profundos sonhos proféticos. Ele acaba indo para o planeta do Sr.kaioh, onde Goku estava realizando uma sessão de treinamento intensa. Ao ver quem estava em seu planeta, Sr.kaioh ordena que Goku não chegue perto de Bills, pois ele é um oponente que Goku nunca poderia derrotar. Mas para sua infelicidade, Goku ignora e vai falar com Bills, além de desafiá-lo para uma luta, a qual acaba em segundos com Goku sendo derrotado mesmo utilizando sua forma mais poderosa naquela época: o super saiyajin 3.  Após o "embate", Bills decide ir a terra para continuar sua busca pelo deus super Saiyajin, mas adverte Goku dizendo que se ele não encontrar a lenda que procura, irá destruir o planeta, o que faz Sr.kaioh avisar Vegeta sobre o ocorrido e o alertar sobre o ultimato de Bills, o mandando agradar o Deus da destruição e torcer para ele não tentar destruir o planeta. Porém a tática da errado, e mesmo unindo forças com Gohan, Picollo e os outros guerreiros Z, vegeta perde a luta contra a divindade, que se enfurece e decide erradicar toda a raça humana, até que Goku chega ao campo de batalha para auxiliar na luta. Para proteger a Terra, Son Goku transforma-se no Deus Super Saiyajin com a ajuda dos sayajins remanescentes, e agora, mais poderoso do que nunca, desafia Bills novamente. Apesar de perder, os seus esforços apaziguam o Deus da Destruição, de tal maneira que ele decide poupar o planeta. Esta parte da série, reconta os acontecimentos de Dragon Ball Z: Battle of Gods.
Saga Freeza Dourado:
Enquanto Son Goku e Vegeta decidem treinar por um ano no planeta de Bills e Whis, dois remanescentes do exército de Freeza chegam à Terra e discretamente, usam as Esferas do Dragão para o ressuscitar. Freeza, ressuscitado e mais forte do que nunca, reúne os seus exércitos e regressa para decretar a sua vingança sobre Son Goku e os seus amigos. Ao sentir uma energia familiar se aproximando da terra,os guerreiros Z se reúnem para enfrentar Freeza e seu novo exército galático, porém aos poucos cada guerreiro é derrotado pelo alienígena, restando apenas Gohan para enfrentá-lo. Mas mesmo usando todas as suas transformações, Gohan é vergonhosamente derrotado por Freeza, mas antes de perder a luta, consegue avisar Goku e Vegeta sobre a situação em que a terra se encontrava. Apesar de ficar forte o suficiente para alcançar uma nova transformação (Freeza Dourado) ele é mais uma vez derrotado por Goku e Vegeta, que adquiriram um poder similar ao de um Deus, o qual eles chamaram de Super Saiyajin Blue. Esta parte da série, reconta os acontecimentos de Dragon Ball Z: Resurrection 'F'.
Saga Sexto Universo:
Após estes acontecimentos e enquanto Goku e Vegeta regressam para seu treinamento com Whis, Champa, irmão gêmeo de Bills e o Deus da Destruição do Universo 6, juntamente com Vados, sua fiel assistente, invade o planeta do irmão. Depois de algumas picuinhas de irmãos, Champa convence Bills a lançar um torneio entre os melhores lutadores do universo de cada deus para a possessão da Terra, pois Champa desafiou Bills para uma batalha de quitutes, para ver qual universo tinha a comida mais gostosa, com Champa percebendo que o planeta Terra tem as comidas mais gostosas do universo e consequentemente, perdendo o desafio. Neste mesmo arco da história é apresentado ao público que existem 12 universos em Dragon Ball, e que cada universo tem um Deus da destruição, um anjo como ajudante e guerreiros muito mais fortes que Goku e Vegeta poderiam imaginar, além de ser revelada a existência de esferas do dragão mais poderosas do que as usadas no planeta terra e em namekusei. Goku e alguns de seus amigos se unem ao torneio, o qual termina em uma surpreendente vitória para o time de Bills após os mais fortes lutadores de cada lado, Goku e Hit do Universo 6, acabarem perdendo. Na ocasião, Goku conhece e faz amizade com Zen-O, o rei e o ser mais poderoso de todos os universos, o qual se quisesse, poderia enfrentar Bills, Champa e todos os guerreiros que estavam presentes no torneio e derrotá-los em questão de segundos. Goku promete arrumar um amigo para Zenō brincar, pois Zeno acabou gostando do jeito relaxado e divertido do sayajin.
Saga Trunks do "Futuro":
Após o torneio ser completado, Trunks do Futuro reaparece no tempo presente completamente desolado e ferido, trazendo notícias de um novo e poderoso inimigo semelhante a Goku que apareceu em seu tempo e assassinou toda a raça humana, conhecido como Goku Black. Goku e os outros eventualmente descobrem que Goku Black é na verdade um Kaiō-shin do Universo 10 nomeado Zamasu, que depois de assassinar seu mestre Gowasu, pediu ao Super Shenlong das Super Esferas do Dragão para trocar de corpo com Goku de uma diferente linha de tempo, assassina Goku, que devido ao desejo do Kaio-shin, acaba ficando com o corpo de Zamasu, assassina Chi Chi e Goten, depois mata Gowasu do futuro, faz uma aliança com Zamasu do futuro e usa as Super Esferas do Dragão novamente para se tornar imortal como parte de seu plano para eliminar todos os mortais existentes. No fim, Zamasu é apagado junto com a linha de tempo do futuro inteira, por Zen-O do futuro, que acompanha Goku de volta para sua linha de tempo. Goku cumpre sua promessa para Zen-O por introduzir ele ao seu futuro eu, seu novo melhor amigo.
Saga da Sobrevivência do Universo:
Algum tempo depois de Trunks do Futuro retornar para casa, Zen-O e o Zen-O do Futuro lançam um novo torneio chamado Torneio do Poder (力の大会, Chikara no Taikai), seguindo a ideia de goku. O torneio multiverso apresenta times de lutadores de cada universo, como Goku sugeriu. Entretanto, isso se torna uma batalha pela sobrevivência quando ambos Zenō declaram que os universos derrotados no torneio irão ser apagados da realidade, ou seja, todos de determinado universo morrerão. Goku, Vegeta, Gohan, Piccolo, Kuririn, Mestre Kame, Tenshinhan, Androide 18, Androide 17 e o temporariamente revivido Freeza se unem ao torneio como representantes do Universo 7 para protegê-lo. Por mais que o Zen-O do Presente e o Zen-O do Futuro já tivessem a intenção de destruir os universos mais fracos, a maioria dos lutadores dos outros universos que estavam desconhecidos disso veem Goku como um vilão por sugerir lançar o torneio em primeiro lugar. Fora dos doze universos, apenas quatro (universo 1, 5, 8, e 12) são isentos de participarem devido a sua média mortal habitacional de classificação acima dos outros 8. Em meio ao torneio e sendo exposto a longas e duras batalhas, Goku alcança uma nova forma de deus conhecida como o Instinto Superior (身勝手の極意, Migatte no Gokui), a qual aumenta sua agilidade e poder e permite que ele se mova automaticamente sem seu cérebro precisar mandar sinais para seu corpo, uma forma a qual é um poder que nem os deuses da destruição conseguiram alcançar. O torneio termina com Goku e Freeza derrubando Jiren, o lutador mais forte não somente do torneio do poder, mas de todos os universos existentes, restando apenas o Androide 17 como o único competidor remanescente e o vencedor do Torneio de Poder. Como recompensa, Androide 17 recebe um desejo das Super Esferas do Dragão. O Grande Sacerdote convoca o Super Shenlong das Super Esferas do Dragão, o qual diz para Super Shenlong na linguagem dos deuses o desejo do Androide 17 de restaurar todos os universos apagados. Por seus esforços no torneio, Freeza é totalmente revivido e se reúne ao seu exército com o objetivo de mais uma vez tentar se vingar de Goku e seus amigos, os quais retornam para suas vidas diárias na Terra.
Saga Broly
A história passa anos a frente em que Chirai e Remo resgatam Broly e Paragus do inóspito planeta Vampa. Eles vão até o QG de Freeza e Paragus apresenta o controle remoto capaz de eletrificar Broly. Broly por sua vez possui um bom temperamento, diferente do filme em que possui um comportamento insano e descontrolado. Logo na Terra, Goku treina para ficar mais forte e Vegeta para superar Freeza que foi revivido por Whis. Trunks notifica que o exército de Freeza roubou as Esferas do Dragão. Tanto Bulma quanto Freeza tinham desejos bobos, um redução na idade e Freeza com relação a sua estatura. Ambos os dois lados se reúnem e Vegeta enfrenta Broly usando o Super Saiyajin e o Broly sua forma base, mas Broly libera um poder que as pupilas de seus olhos mudam de cor. Paragus tenta parar Broly, mas percebe que o controle não está com ele porque Chirai o destruiu. Vegeta assume a forma de Super Saiyajin God, mas não equivale na luta contra Broly até chegar a vez de Goku e enfrentar Broly até chegar ao estágio God. Goku percebe que Broly não é mau, mas nada detém os movimentos dele até deixar Goku impossibilitado. Piccolo contata Goku e diz que mesmo Piccolo indo ao campo de batalha não seria de grande ajuda e Goku fala se tudo não sair tudo conforme, usaria o teletransporte. Goku já vai para o Blue e supera Broly e Freeza mata Paragus, fazendo Broly passar pela mesma experiência que Goku passou ao matar Kuririn pela segunda vez se tornando o Super Sayajin Berseker. Goku e Vegeta lutam contra Broly na forma Blue, mas o curso da luta não muda e levam Broly em direção ao Freeza que então Broly o espanca, até mesmo na forma Golden Freeza. Goku pega Vegeta e usa o teletransporte para onde está Piccolo. Goku pede a Senzu, mas Piccolo não possui e Goku recorre a fusão. Duas fusões imperfeitas, de um velho e um gorducho, na terceira vez forma o Gogeta. Gogeta enfrenta Broly salvando Freeza. Mesmo Broly enfrentando Gogeta, Chirai percebe que Broly é gentil e só luta por causa das ações de Paragus. Chirai usa as Esferas do Dragão e usa seu desejo para mandar Broly para o planeta Vampa. Chirai e Remo vão atrás de Broly. Freeza tenta destruí-los, mas Gogeta não deixa e Freeza jura retornar. Goku vai ao planeta Vampa em que faz amizade com Chirai, Remo e Broly e depois se despede dizendo que como se chamava, na Terra como Son Goku e na língua Saiyajin Kakaroto.
Saga Patrulha Galáctica:
Logo depois do torneio, Goku e Vegeta treinam na máquina de gravidade de Bulma, mas a mesma notifica que Boo está sendo sequestrado. Ao chegarem na residência do Mr. Satan, nota-se que é a Patrulha Galáctica que está tentando sequestrar Boo, por acharem que ele ainda era uma ameaça a todas as vidas dos universos. Goku e Vegeta são facilmente derrotados pela patrulha e levados para o QG da Patrulha Galáctica. Lá eles reveem Jaco e conhecem Mills, que conta um pouco sua história do Dai Kaiō-shin (Sagrado Sr. Kaiō) e do Kaiō-shin do Sul antes de serem absorvidos por Boo e quando eles enfrentaram um adversário mais terrível que Jiren, Hit e Boo: Moro. Como Boo estava dormindo e não podia acordar, Goku e Vegeta ingressam na Patrulha Galáctica e decidem ingressar na luta contra o novo e misterioso oponente. Enquanto isso; a ameaça de Moro estava se estendendo no planeta Namekusei.

## Produção
Dragon Ball Super foi anunciado pela Toei Animation em 28 de abril de 2015 na cidade de Shinjuku, dez dias após a estreia do filme Dragon Ball Z: Fukkatsu no F. É a primeira série de anime da franquia Dragon Ball produzida dezoito anos após Dragon Ball GT, que foi exibida entre 1996 e 1997. Não tendo relação com DBGT, a história mostra eventos colocados antes do final do mangá original (capítulos 518 e 519) e do anime Dragon Ball Z (episódios 289, 290 e 291).
Além de seu papel como criador da série, Akira Toriyama, é também creditado pela "história original e conceitos de design de personagem" do novo anime originalmente dirigido por Kimitoshi Chioka. Toriyama elaborou em seu envolvimento com a "saga Trunks do Futuro" dizendo que ele criou a história baseada em sugestões do departamento editorial, "Como com a última vez, eu escrevi a linha de tempo do enredo geral, e os roteiristas têm estado compilando e expandido o conteúdo da história para episódios individuais, fazendo várias mudanças e adições, e geralmente fazendo seu melhor para fazer a história mais interessante." Em adição para novos personagens desenhados por Toriyama, outros personagens para a "saga Sobrevivência do Universo" foram desenhados por Toyotarō, artista da adaptação de mangá do anime, e um pouco por ambos.
O produtor da Toei Animation, Atsushi Kido, previamente trabalhou em Dragon Ball Z por um curto tempo durante a saga Freeza, enquanto o produtor da Fuji TV, Osamu Nozaki, diz que ele tem sido um fã da série desde a infância. Morio Hatano, diretor da série de Saint Seiya Omega (episódios #1–51), começou a compartilhar o crédito de diretor da série com Chioka começando com o episódio #33, antes de tomar isso adiante completamente com o #47. Do episódio #68 para #76, Morio Hatano compartilhou o papel de diretor da série com Kōhei Hatano (sem relação), outro artista de storyboards e diretor de episódio para a série.
Masako Nozawa reprisa seus papéis como Son Goku, Son Gohan, e Son Goten. A maioria do elenco original bem como reprisa seus papéis. Entretanto, os papéis de Jōji Yanami como Kaiō-sama e o narrador foram indefinidamente tomados por Naoki Tatsuta a partir do episódio 12, para que Yanami pudesse tomar saída médica. Kōichi Yamadera e Masakazu Morita também retornaram como Bills e Whis, respectivamente.
A primeira prévia da série foi exibida em 14 de junho de 2015, seguindo o episódio 157 de Dragon Ball Z Kai. No dia seguinte, a principal imagem promocional para Dragon Ball Super foi adicionada ao seu website oficial e revelou dois novos personagens, que foram mais tarde revelados para serem nomeados Champa e Vados, respectivamente. Um trailer de trinta segundos incluindo os novos personagens foi baixado para o website oficial da série em 26 de junho de 2015.

### Transmissão e produção internacional
Dragon Ball Super recebeu uma dublagem em inglês que estreou no canal Toonami no Sudeste Asiático e Índia em 21 de janeiro de 2017. Essa dublagem é produzida pela Bang Zoom! Entertainment localizada em Los Angeles para o mercado asiático. Um sneak preview da dublagem em inglês foi exibida em 17 de dezembro de 2016, e apresentou o primeiro episódio. Sean Schemmel dublou Goku, Goku Black e King Kai.
Começando em 2016, a série tem sido exibida em Israel na Nickelodeon e em Portugal na SIC.
Em 10 de outubro de 2016, Toei Animation Europe anunciou que Dragon Ball Super iria ser transmitido na França, Itália, Espanha, e na África de língua inglesa no final de 2016. Mais tarde naquele mesmo mês, Toei Animation anunciou um sub oficial em inglês da série que seria simultaneamente exibida legalmente na Crunchyroll, Daisuki.net, e Anime Lab começando em 22 de outubro de 2016.
Em 4 de outubro de 2016, Funimation anunciou que a companhia adquiriu os direitos para Dragon Ball Super e que iria ser produzida uma dublagem em inglês, com muitos membros do elenco de seus anteriores lançamentos em língua inglesa da mídia Dragon Ball reprisando seus respectivos papéis. Bem como oficialmente anunciando a dublagem, foi também anunciado que eles iriam simultaneamente transmitir a série em sua plataforma de streaming, FunimationNow. Em 7 de dezembro de 2016, IGN reportou que a dublagem em inglês da Funimation de Dragon Ball Super iria ao ar no Adult Swim aos sábados às 20h com um encore exibido em seu bloco Toonami mais tarde naquela noite às 23h30 começando em 7 de janeiro de 2017. Isso foi mais tarde confirmado na página oficial do Toonami no Facebook. A estreia na América do Norte de Dragon Ball Super foi assistida por 1,063,000 de espectadores para seu horário das 20h exibida no Adult Swim.
No Brasil, a série estreou em outubro de 2016 no serviço de fluxo de média simulcast Crunchyroll, em junho de 2017, foi anunciado que o estúdio Unidub, que tem Wendel Bezerra (dublador de Son Goku desde 1999) como um dos fundadores, estava dublando a série, que seria lançada no Cartoon Network em 5 de agosto do mesmo ano. Em outubro do mesmo ano, a emissora revelou que o anime tinha a maior audiência no canal. "Dragon Ball Super" era transmitido de segunda a sexta-feira no Cartoon Network, às 15h30 e com reprise às 23h. Ainda no mesmo mês, Cartoon Network anunciou o fim da exibição inédita no dia 7 de novembro de 2017 a partir do episódio 67 e início das reprises no dia 8 do mesmo mês. Em 1 de outubro de 2018, voltou a ter novos episodios no Brasil.

## Música
Norihito Sumitomo, o compositor para Battle of Gods e Resurrection 'F continua em Dragon Ball Super. Uma trilha sonora original para o anime foi lançada em CD pela Nippon Columbia em 24 de fevereiro de 2016.
A canção do primeiro tema de abertura para episódios 1 a 76 é "Chōzetsu☆Dynamic!" (超絶☆ダイナミック！, Chōzetsu Dainamikku; "Excellent Dynamic!") por Kazuya Yoshii de The Yellow Monkey e a versão brasileira por Daniel Quirino. A letra foi escrita por Yukinojo Mori que tinha escrito numerosas canções para a série Dragon Ball. A canção do segundo tema de abertura do episódio 77 em diante é "Genkai Toppa × Survivor" (限界突破×サバイバー; "Limit Break × Survivor") pelo cantor Kiyoshi Hikawa e a versão brasileira por Rodrigo Rossi. Yukinojo Mori escreveu a letra para a canção de rock e Takafumi Iwasabi compôs a música.
A canção do primeiro tema de encerramento para episódios 1 a 12 é "Hello Hello Hello" (ハローハローハロー, Harō Harō Harō) pela banda de rock japonesa Good Morning America e a versão brasileira por Rodrigo Rossi. A canção do segundo tema de encerramento para episódios 13 a 25 é "Starring Star" (スターリングスター, Sutāringu Sutā) pelo grupo Key Talk e a versão brasileira por Ricardo Fábio. O cantor para a dublagem em inglês da Funimation é Professor Shyguy. A canção do terceiro encerramento para episódios 26 a 36 é "Usubeni" (薄紅; "Light Pink") pela banda Lacco Tower e a versão brasileira por Bruno Sutter. A canção do quarto tema de encerramento para episódios 37 a 49 é "Forever Dreaming" por Czecho No Republic e a versão brasileira por Roger Ciel. A canção do quinto tema de encerramento para episódios 50 a 59 é "Yokayoka Dance" (よかよかダンス, Yokayoka Dansu; "It's Fine Dance") pelo idol group Batten Showjo Tai e a versão brasileira por Gabi Milani. O sexto tema de encerramento para episódios 60 a 72 é "Chao Han Music" (炒飯MUSIC, Chāhan Myūjikku) por Arukara e a versão brasileira por Ricardo Cruz. O sétimo tema de encerramento é dos episódios 73 a 83 é "Aku no Tenshi to Seigi no Akuma" (悪の天使と正義の悪魔; "Evil Angel and Righteous Devil") por The Collectors e a versão brasileira por Alex Ci. O oitavo tema de encerramento dos episódios 84 a 96 é "Boogie Back" por Miyu Inoue e a versão brasileira por Deborah Moreira. O nono tema de encerramento dos episódios 97 a 108 é "Haruka" (遥) por Lacco Tower e a versão brasileira por Ricardo Cruz. O décimo tema de encerramento dos episódios 109 até 121 é "70cm Shiho no Madobe" (70cm四方の窓辺; "By a 70cm Square Window") por RottenGraffty e a versão brasileira por Raphael Rossatto. Dos episódios 122 até 131, o décimo-primeiro tema de encerramento é "Lagrima" por OnePixcel. e a versão brasileira por Mary Minoboli O tema de inserção do tema Instinto Superior é cantado por Akira Kushida e a versão brasileira por Bruno Sutter.

## Mídias relacionadas

### Mangá

Capa do primeiro volume de Dragon Ball Super

Dragon Ball Super possui um mangá complementar sendo escrito por Akira Toriyama e ilustrado pelo artista Toyotarō, que era previamente responsável pela adaptação oficial do filme Resurrection 'F. A produção da obra começou em 2015 quando Toyotarō foi escolhido pelo próprio Toriyama para trabalhar no mangá de Dragon Ball Super. Toriyama escreve os principais pontos da trama, fazendo algumas anotações e ideias em formato de texto em que Toyotarō desenvolve names (storyboards) e, em seguida, as ilustrações individuais. Toyotarō não pode desviar muito da história criada por Toriyama, mas por outro lado tem uma liberdade criativa bastante ampla, de um ponto de vista gráfico. Toriyama também verifica todos os names de Toyotarō para o mangá. A serialização começou no número de agosto de 2015 da V Jump, qual foi lançada em 20 de junho de 2015. Shueisha começou a encadernar os capítulos em volumes tankōbon com o primeiro publicado em 4 de abril de 2016. Viz Media começou a postar traduções grátis em inglês dos capítulos do mangá para seu website em 24 de junho de 2016. Um lançamento impresso do primeiro volume se seguiu na primavera de 2017.

### Filme
O filme animado, Dragon Ball Super: Broly, é o primeiro filme da franquia a ser produzido sob o título Dragon Ball Super. O filme foi lançado em 14 de dezembro de 2018. O filme é uma continuação para a série. Um pôster mostrando o novo estilo de arte do filme foi lançado em 12 de março de 2018. Um teaser mostrando Goku enfrentando Broly foi lançado uma semana depois. O primeiro trailer foi lançado em San Diego Comic-Con International 2018. O segundo trailer foi lançado em 4 de outubro de 2018. A versão em inglês do segundo trailer foi lançada em 5 de outubro de 2018.

### Home video
Os episódios do anime estão sendo lançados em coleções japonesas de Blu-ray e DVD que contêm doze episódios cada. O primeiro conjunto foi lançado em 2 de dezembro de 2015. O segundo conjunto foi lançado em 2 de março de 2016. O terceiro conjunto foi lançado em 2 de julho de 2016. O quarto conjunto foi lançado em 4 de outubro de 2016.

### Outros produtos licenciados
Bandai tem anunciado que uma linha de brinquedos de Dragon Ball Super irá estar disponível nos Estados Unidos no verão de 2017. Bandai também tem anunciado a atualização de Dragon Ball Collectible Card Game que começa com um deck iniciante, um pacote especial contendo 4 pacotes boosters e um card promocional de Vegeta e uma box booster com 24 pacotes. Irá ser lançado em 28 de julho de 2017. Uma linha de seis brinquedos Happy Meal de Dragon Ball Super foram feitos disponíveis nos restaurantes japoneses do McDonald's em maio de 2017.

## Recepção
As primeiras impressões do episódio de estreia da série foi majoritariamente positivas com a qualidade da animação sendo elogiada pela maioria. Richard Eisenbeis de Kotaku elogiou a sequência de abertura da série e disse "Meu eu do ensino fundamental está tão feliz agora, pessoal." Jamieson Cox de The Verge também elogiou a sequência de abertura e disse que "A abertura de Dragon Ball Super irá fazer você implorar pelo lançamento na América do Norte." Cox estava também surpreso que, considerando o quão popular a franquia é, a série não se lançou internacionalmente ao mesmo tempo. Ele chamou isso de "um movimento que não seria sem precedentes" dando Sailor Moon Crystal como um exemplo. Lucas Siegel de Comicbook.com elogiou o episódio de estreia por sua "linha de enredo descontraída" e estilo de animação e disse que a estreia foi "muito bem colocada como um episódio 'slice of life'". Siegel também notou que o episódio de estreia foi mais de uma introdução "onde eles estão agora" para a série que irá eventualmente ajudar a construir antecipação para "onde eles estarão."
Entretanto, o quinto episódio recebeu severo criticismo de audiências japonesas e ocidentais devido ao seu estilo de animação ruim comparado com os quatro episódios anteriores. O produtor de Dragon Ball Kai e Resurrection 'F', Norihiro Hayashida, sentiu que o criticismo era exagerado. Ele disse que as pessoas foram criticando a série inteira baseando em algumas cenas que foram feitas por novos animadores. Ele prosseguiu para explicar um declínio na qualidade na indústria de anime que ele acredita que é o resultado de estúdios cortando o tempo dado para pós-produção e não permitindo revisões do produto final. Toei Animation melhorou a animação para o lançamento do episódio cinco em Blu-ray e DVD.[carece de fontes?]
O episódio vinte e quatro da série também recebeu severo criticismo de ambas audiências japonesa e ocidental devido ao seu estilo de animação ruim, o qual continuou ao longo de vários episódios comparado com os anteriores. Entretanto, a Saga Champa foi elogiada por melhorar sua animação. O episódio 39 da série foi criticamente aclamado por sua melhorada animação e elogiado pelas sequências de luta. Attack of the Fanboy reportou que o episódio 39 de "Dragon Ball Super" pode ser a melhor parcela da série até a data. A luta de Goku e Hit "começa de forma explosiva desde o início." A Saga de Trunks do Futuro também recebeu resenhas positivas de fãs e de críticos, com Shawn Saris da IGN aclamando o Episódio 66, afirmando que, "Episódio 66 de Dragon Ball Super tem uns poucos erros mas ultimamente leva para uma grande batalha final com Zamasu."
Todos os três volumes da adaptação de mangá de Dragon Ball Super têm entrado na lista semanal de mangá best-selling da Oricon; os volumes um e dois venderam 29,995 e 56,947 cópias em suas semanas de estreia, respectivamente. O volume três foi o quarto best-selling para sua semana com 92,114 cópias vendidas. De acordo com Nielsen BookScan, a versão em inglês do volume um, foi o segundo best-selling graphic novel de maio de 2017, o nono de junho, e o décimo quarto de julho.
Mesmo que a reação dos fãs tenha sido positiva, Dragon Ball Super tem sido criticado pelos fãs por não terem sangue fraco e sangue que estava presente em seu antecessor, Dragon Ball Z. Isto é, no entanto, devido ao fato de que a série é direcionada para um grupo demográfico mais jovem do que as parcelas anteriores e, como tal, a censura não permitiria que esse conteúdo fosse exibido em um programa de televisão destinado as crianças.

## Transmissão internacional
| País                      | Canal                            | Data de exibição                                                     | Referências     |
| Ásia                      | Ásia                             | Ásia                                                                 | Ásia            |
| ------------------------- | -------------------------------- | -------------------------------------------------------------------- | --------------- |
| Hong Kong                 | Culturecom Holdings Ltd.         | 1 de agosto de 2016                                                  | ---             |
| Coreia do Sul             | Anione                           | Agosto de 2016                                                       | ---             |
| Coreia do Sul             | Anibox                           | Agosto de 2016                                                       | ---             |
| Coreia do Sul             | Champ TV                         | 19 de Agosto de 2016                                                 | ---             |
| Taiwan                    | Cartoon Network                  | 21 de agosto de 2016                                                 | [ 105 ]         |
| Sudeste Asiático          | Toonami                          | 17 de novembro de 2016 (pré-estreia) 21 de janeiro de 2017 (estreia) | [ 106 ]         |
| Índia                     | Toonami                          | 17 de novembro de 2016 (pré-estreia) 21 de janeiro de 2017 (estreia) | [ 106 ]         |
| Israel                    | Nickelodeon                      | 1 de setembro de 2016                                                | [ 107 ]         |
| Portugal                  | SIC                              | 24 de setembro de 2016                                               | [ 13 ] [ 107 ]  |
| Portugal                  | SIC K                            | 23 de janeiro de 2017                                                | [ 108 ]         |
| Portugal                  | SIC Radical                      | 19 de junho de 2017                                                  | [ 109 ]         |
| Portugal                  | Biggs                            | 4 de março de 2019                                                   | [ 110 ]         |
| Portugal                  | Panda Kids                       | 29 de julho de 2024                                                  | [ 16 ]          |
| Itália                    | Italia 1                         | 23 de dezembro de 2016                                               | [ 111 ] [ 112 ] |
| Itália                    | Boing                            | 26 de junho de 2017                                                  | [ 113 ]         |
| Itália                    | Cartoon Network                  | 29 de janeiro de 2018                                                | [ 113 ]         |
| França                    | Toonami                          | 17 de janeiro de 2017                                                | [ 114 ]         |
| França                    | TFX                              | 10 de setembro de 2017                                               | [ 115 ]         |
| Espanha                   | Boing                            | 20 de fevereiro de 2017                                              | [ 116 ]         |
| África                    | Toonami                          | Outubro de 2017                                                      | [ 116 ]         |
| África do Sul             | Crunchyroll                      | 22 de outubro de 2016 (legendado)                                    | [ 117 ]         |
| União Europeia            | Daisuki                          | 22 de outubro de 2016 (legendado)                                    | [ 117 ]         |
| Alemanha                  | ProSieben Maxx                   | 4 de setembro de 2017                                                | [ 118 ]         |
| Hungria                   | Viasat 6                         | 28 de março de 2018                                                  | [ 119 ]         |
| Lituânia                  | LNK                              | 31 de março de 2018                                                  | [ 120 ]         |
| Albânia                   | Çufo                             | 2018                                                                 |                 |
| Polónia                   | Polsat Games                     | 15 de outubro de 2018                                                | [ 121 ]         |
| Estados Unidos · Canadá   | Daisuki / Crunchyroll / AnimeLab | 30 de outubro de 2016 (legendado)                                    | [ 117 ]         |
| Estados Unidos · Canadá   | Adult Swim (Toonami)             | 7 de janeiro de 2017 (versão local)                                  | [ 122 ]         |
| Estados Unidos · Canadá   | FunimationNow                    | 2017 (versão local)                                                  | [ 123 ]         |
| Brasil · América Latina   | Crunchyroll                      | 30 de outubro de 2016 (legendado)                                    | [ 117 ]         |
| Brasil · América Latina   | Cartoon Network                  | 5 de agosto de 2017 (versão local)                                   | [ 124 ] [ 125 ] |
| Brasil · América Latina   | Warner Channel                   | 3 de janeiro de 2022 (versão local)                                  | [ 126 ] [ 127 ] |
| Brasil                    | Band                             | 16 de novembro de 2021                                               | [ 21 ] [ 128 ]  |
| México                    | Canal 5                          | Outubro de 2017                                                      |                 |
| Bolívia                   | Red Uno                          | 4 de abril de 2018                                                   | [ 129 ]         |
| Equador                   | Ecuavisa                         | 18 de fevereiro de 2018                                              | [ 113 ]         |
| Austrália · Nova Zelândia | Crunchyroll                      | 30 de outubro de 2016                                                | [ 117 ]         |
| Grécia                    | Nickelodeon                      | 26 de dezembro de 2018                                               | [ 113 ]         |